# Wilko Johnson
Wilko Johnson, ursprungligen John Peter Wilkinson, född 12 juli 1947 i Canvey Island, Essex, död 21 november 2022 i Southend, Essex, var en brittisk gitarrist, sångare och låtskrivare. Han är främst känd som medlem i pubrockgruppen Dr. Feelgood från tidigt 1970-tal fram till 1977. Han medverkade på albumen Down By the Jetty, Malpractice, Stupidity och Sneakin' Suspicion. Efter att han blivit oense med gruppen om vilka låtar som skulle vara med på den sistnämnda skivan kom han att lämna gruppen. De resterande bandmedlemmarna menar att han lämnade den frivilligt, medan han själv sagt att han sparkades från gruppen. Åren 1979–1980 var Johnson medlem i Ian Durys kompgrupp The Blockheads. Han bildade sedan The Wilko Johnson Band som gav ut flera skivor.